# Паин, Яков Семёнович
Яков Семёнович (Соломонович) Паин (1898—1943) — русский советский живописец-авангардист, член Ассоциации художников революционной России (АХРР), член Московского отделения союза советских художников (МОСХ).

## Биография
Родился 6 июля 1898 года в деревне Любавичи Оршанского уезда Могилевской губернии Российской империи (ныне Смоленская область Российской Федерации) в семье служащего. Учился в Виленской (Вильнюсской) рисовальной школе), которая готовила выпускников для поступления в Академию художеств.
С конца 1910-х гг. переехал в Москву и с 1915 по 1918 год учился в Строгановском центральном художественно-промышленном училище. В конце 1910-х — начале 1920-х годов писал в стиле, близком к кубофутуризму. К этому времени относятся работы «Натюрморт с подсвечником» (1918), «Пила» (1921) и др.
Был членом Еврейского общества поощрения художеств (ЕОПХ), которое было создано в 1915 г. Благодаря этому членству Яков Паин после выхода из училища получил в 1918 г. квартиру в Антипьевском переулке (Колымажный переулок). В своём творчестве Паин опирался на идеях ЕОПХ, участники которого ставили своей главной целью отойти от красоты в общепринятом понимании этого слова и идти по пути «от формы к деформации, от гармонии к дисгармонии».
В 1918 году он был среди участников 3-й выставки картин и скульптуры художников-евреев в Москве. Его имя называют в числе имен широко известных мастеров-экспонентов этой выставки, таких как Н. И. Альтман, И. И. Бродский, Л. М. Лисицкий.
Во второй половине 1920-х гг. вошёл в Ассоциацию художников революционной России (АХРР) и одновременно с 1928 по 1929 гг. вел педагогические исследования. Ездил в творческие командировки в Белоруссию (1928 г.) и на Северный Кавказ (1931 г.).
С 23 апреля 1932 года стал членом Московского отделения союза советских художников (МОСХ). Занимался оформлением города к революционным праздникам, работал над украшением павильона Белорусской ССР на Всесоюзной сельскохозяйственной выставке (ВСХВ) в Москве. Работал в журнале «30 дней».
Работы художника приобрели Одесский и Белорусский художественные музеи, но дальнейшая судьба картин неизвестна. В Государственном Русском музее находилась картина «Стадо» (1931). Другая работа, «Натюрморт с кофейником» («Кто не работает, тот не ест»), находится в музее Ростова-Ярославского.

### Участие в Великой Отечественной войне
В начале Великой Отечественной войны был эвакуирован в Пермскую область, где работал в «Окнах ТАСС». Затем был мобилизован в ряды Красной Армии, где служил в чине рядового и работал в армейской газете. Пропал без вести в январе 1943, а затем стало известно, что он погиб.

## Выставки

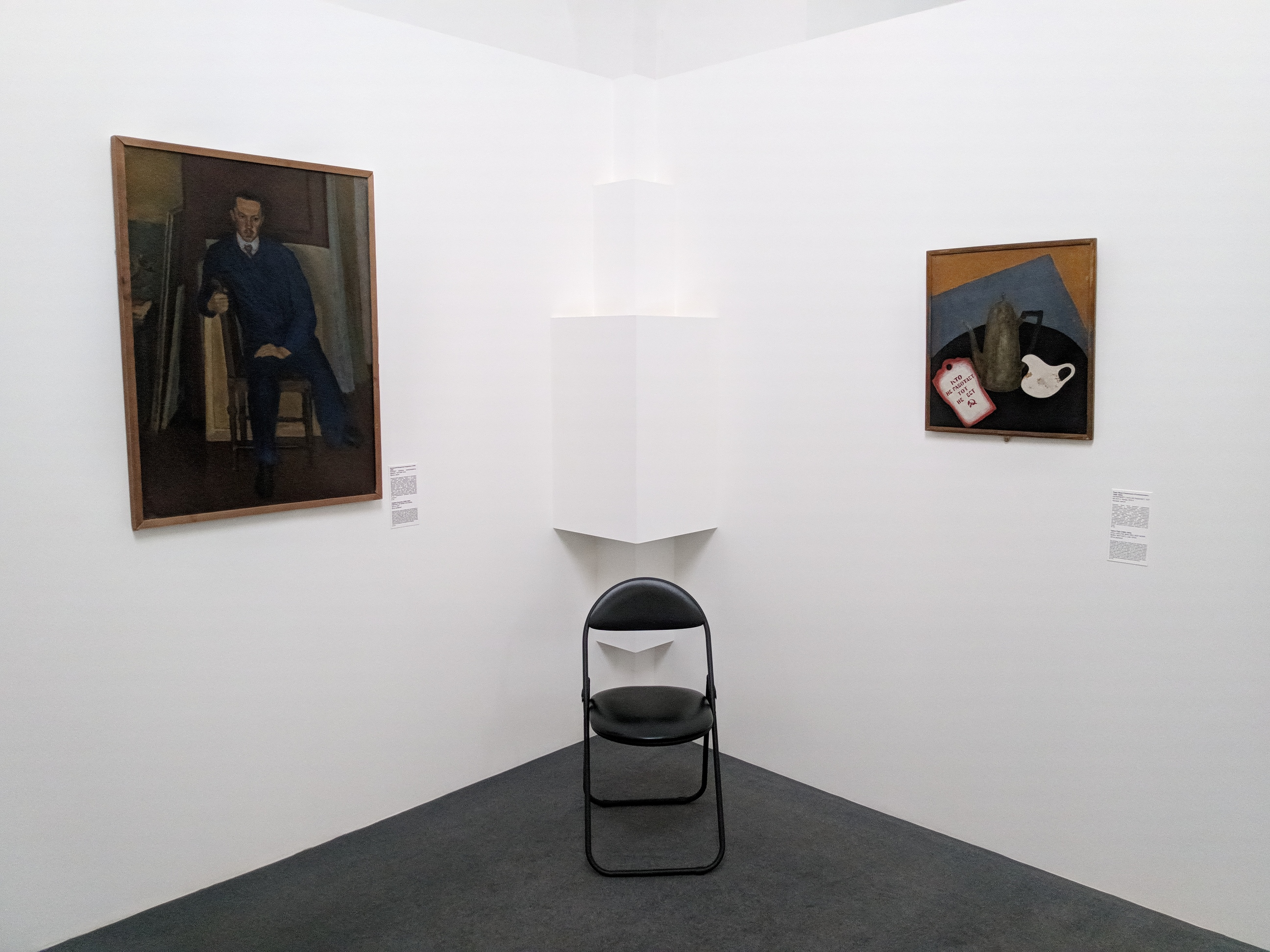
Натюрморт Я. Паина «Кто не работает, тот не ест» (конец 1910-х) в экспозиции ФГУК ГМЗ «Ростовский кремль»

- 1918 — 1-я выставка картин Профессионального союза художников-живописцев Москвы
- 1918 — Выставка картин и скульптуры художников в Москве
- 1918—1919 — 5-я государственная выставка картин в Москве
- 1919 — 3-я выставка картин в Рязани
- 1919 — 1-я государственная выставка картин местных и московских художников в Витебске
- 1921 — 3-я передвижная художественная выставка Советского районного подотдела Главмузея в городе Советске Кировской области
- 1926 — 8-я выставка АХРР «Жизнь и быт народов СССР» в Ленинграде
- 1930 — Всебелорусская выставка картин, графики, скульптуры, архитектуры в Минске
- 1931 — Антиимпериалистическая выставка в Москве
- 1933 — Оборонная выставка ОСОАВИАХИМа в Москве
- 1933 — Выставка «Художники РСФСР за XV лет» (1917—1932) в Москве
- 1933—1935 — Художественная выставка «XV лет РККА» в Москве, Ленинграде, Киеве, Харькове
- 1934 — «Художники БССР за 15 лет». Юбилейная художественная выставка в Минске
- 1937 — 5-я выставка московских живописцев в Москве
- 1939 — 6-я выставка Союза московских художников в Москве